# LOVE STORY BEST 〜緋色の欠片〜
『LOVE STORY BEST 〜緋色の欠片〜』（ラブ・ストーリー・ベスト ひいろのかけら）は、シンガーソングライター、藤田麻衣子の2枚目のベスト・アルバム。2013年2月13日にMW RECORDSよりリリースされた。

## 概要
8枚目のシングル「高鳴る」と3曲の新曲を含む、『緋色の欠片』作品のタイアップ曲を収録したベスト・アルバムである。1枚目のベスト・アルバム『BEST ALBUM 〜緋色の欠片〜』に収録されている曲は、本アルバムには収録されていない。
5枚目のシングル「瞬間」に収録された4曲は全て収録されている。
通常盤とイラスト限定盤が存在する。内容は両方とも同一で、CD1枚と2012年のライブツアーを収録したDVD1枚の2枚組である。
オリコンチャートでは週間24位に浮上し、藤田麻衣子のアルバムとしては過去最高の順位を記録（以前では2枚目のアルバム『二人の彼』の28位が最高）。

## 収録曲

### CD
全作詞・作曲：藤田麻衣子
1. 宝物
  - 新曲。
  - TVアニメ『緋色の欠片 第二章』最終話エンディングテーマ。
2. 高鳴る
  - 8枚目のシングル。
  - アルバム初収録。TVアニメ『緋色の欠片 第二章』オープニングテーマ。
3. それでも私は
  - 新曲。
  - PSPソフト『白華の檻〜緋色の欠片4』オープニングテーマ。
4. ねぇ
  - 7枚目のシングル。
  - 5枚目のアルバム『1%』にも収録された。
  - TVアニメ『緋色の欠片』オープニングテーマ。
5. 二人なら
  - 5枚目のアルバム『1%』収録曲。
  - PSPソフト『蒼黒の楔 緋色の欠片3 明日への扉』エンディングテーマ。
6. 蛍
  - 5枚目のシングル「瞬間」のカップリング。
  - 4枚目のアルバム『もう一度』にも収録された。
  - PS3ソフト『緋色の欠片 愛蔵版～あかねいろの追憶～』オープニングテーマ。
7. きっと
  - 6枚目のシングル「泣いても 泣いても／花火」のカップリング。
  - アルバム初収録。
  - ニンテンドーDSソフト『蒼黒の楔 緋色の欠片3 DS』エンディングテーマ。
8. 瞬間
  - 5枚目のシングル。
  - 4枚目のアルバム『もう一度』にも収録された。
  - PS3ソフト『緋色の欠片 愛蔵版～あかねいろの追憶～』エンディングテーマ。
9. 溢れる
  - 新曲。
  - PSPソフト『白華の檻～緋色の欠片4』エンディングテーマ。
10. 金魚すくい
  - 1枚目のシングル「恋に落ちて」のカップリング。
  - アルバム初収録。
  - PS2ソフト『真・翡翠の雫 緋色の欠片2』オープニングテーマ。
11. 花火
  - 6枚目のシングル。
  - 5枚目のアルバム『1%』にも収録された。
  - ニンテンドーDSソフト『蒼黒の楔 緋色の欠片3 DS』オープニングテーマ。
12. 安らげる場所
  - 5枚目のシングル「瞬間」のカップリング。
  - 4枚目のアルバム『もう一度』にも収録された。
  - ニンテンドーDSソフト『真・翡翠の雫 緋色の欠片2 DS』エンディングテーマ。
13. 戸惑い
  - 5枚目のシングル「瞬間」のカップリング。
  - 1枚目のミニアルバム『二度目の恋』にも収録された。
  - ニンテンドーDSソフト『真・翡翠の雫 緋色の欠片2 DS』オープニングテーマ。
14. 卒業
  - 5枚目のアルバム『1%』収録曲。
  - PSPソフト『蒼黒の楔 緋色の欠片3 明日への扉』オープニングテーマ。

### DVD
1. ねぇ
2. 花火
3. Flower & Butterfly
4. 1%
5. 私らしく
6. 1.2.3.
7. Campfire
8. 泣いても 泣いても
9. Telephone Power
10. 卒業